# Pies Baskerville’ów (film 1988)
Pies Baskerville’ów (ang. The Hound of the Baskervilles) – brytyjski film kryminalny z 1988 roku, w reżyserii Briana Millsa, z Edwardem Hardwickem i Jeremy Brettem w rolach głównych, na motywach powieści Arthura Conana Doyle’a pod tym samym tytułem. Zdjęcia do filmu kręcono w hrabstwach North Yorkshire i Staffordshire.

## Premiera
Premiera telewizyjna filmu w Wielkiej Brytanii miała miejsce 31 sierpnia 1988.

## Fabuła
Akcja filmu rozgrywa się w Wielkiej Brytanii. Sherlock Holmes zostaje poproszony o pomoc w ochronie dziedzica majątku Baskerville’ów Henry’ego, który powrócił do Anglii po śmierci wuja Sir Charlesa Baskerville'a. Ten umarł na atak serca. W okolicy krąży legenda o wielkim psie z mokradeł, który miał przyczynić się do śmierci szlachcica. Sherlock, nie wierząc w nadprzyrodzone powody śmierci Baskerville, zabiera się za rozwikłanie tajemniczej śmierci.

## Obsada
W filmie wystąpili, m.in.:
- Jeremy Brett jako Sherlock Holmes
- Edward Hardwicke jako ldoktor Watson
- Kristoffer Tabori jako sir Henry Baskerville
- Raymond Adamson jako sir Charles Baskerville
- Fiona Gillies jako Beryl Stapleton
- James Faulkner jako Jack Stapleton
- Neil Duncan jako doktor Mortimer
- Rosemary McHale jako pani Barrymore
- Ronald Pickup jako Barrymore